# Геологический музей Республики Казахстан
Музей геологии Республики Казахстан – музей в Алма-Ате, по адресу пр. Достык, д. 85.

## История здания
1969–1997 годы – Научно- техническая выставка Министерства геологии.
С 1997 года – Выставка была реконструирована и переименована в Геологический Музей Республики Казахстан По инициативе министра геологии С. Ж. Даукеева.
Под музей был перестроен цокольный этаж здания Министерства геологии. Музей получил не только новое помещение, уникальное по дизайну и интерьеру, он заново возродился, его обновленная экспозиция приобрела эффектную информационно-презентационную направленность. Перед коллективом музея была поставлена задача: наглядно демонстрировать богатства недр Казахстана, рассказывать о достижениях его геологических служб, популярно доводить геологические знания и другие науки о Земле до широкого круга посетителей. 

## История музея
В 1942 году по предложению академика Каныша Сатпаева при Институте казахского филиала Академии наук был организован Геологический музей. Практическая значимость работы музея заключалась в сборе и сохранении образцов руд и минералов. На сегодняшний день значительное их количество практически исчезло в результате промышленного освоения земель Казахстана. Уже за первые несколько лет своего существования музей занял лидирующие позиции среди геологических музеев бывшего Советского Союза по количеству и разнообразию экспонатов. Это связано с интенсивной разработкой недр Казахской ССР в период Великой Отечественной войны, что давало не только ресурсы, но и ценные образцы для исследований.
В 1969 году на базе геологических собраний Казахского института Минерального сырья и Казгеофизтреста, была организована постоянно действующая научно-техническая Выставка Министерства геологии.
В 1997 году министром геологии Казахстана С.Ж. Даукеевым была высказана инициатива о придании Выставке статуса полноценного музея. Музей официально открыт в сентябре 1997 года.  Это было сделано после масштабной реконструкции и обновлённый Геологический музей Республики Казахстан принял первых посетителей 26 августа 1997 года, в помещениях бывшего Дома просвещения. На торжественной церемонии открытия музея присутствовали Президент Республики Казахстан Н.А. Назарбаев и Президент Республики Татарстан М.Ш. Шаймиев.
При музее работает салон по продаже драгоценных камней и изделий, которые могут стать хорошим сувениром. Также музей занимается организацией геологических туров по хребту Заилийского Алатау.
Музей оформлен в виде подземной горной выработки с шахтной клети и состоит из трех залов, где выставлены образцы минералов и горных пород в количестве более 2500 штук. Такой уникальный дизайн продуман для того, чтобы дать людям представление о минерально-сырьевом комплексе Казахстана.

## Экспозиция
В основу музея лег лучший коллекционный материал бывшей Выставки, лучшие образцы руд и минералов из коллекций территориальных геологических управлений, экспонаты частных коллекций. Оборудованный по последнему слову музейной техники, отличающийся великолепным современным дизайном и оригинальным интерьером, укомплектованный геологическими образцами высокой эстетической ценности, новый музей прекрасно решает поставленные перед ними задачи.
Оригинальность Музея проявляется уже в фойе, из которого посетители попадают в основные залы с помощью лифта, сделанного по образу шахтерских клетей, предназначенных для транспортировки людей в шахтах. При выходе из лифта открывается Малый зал музея, внутреннее оформление которого имитирует горизонтальную горную выработку – штрек. Специфическое освещение, каменные стены, фрагменты деревянной крепи, вагонетка, поставленная на отрезок рельсового пути и заполненная образцами различных руд и горных пород, звуковые эффекты работающих машин и механизмов создают ощущение нахождения под землей. В конце Малого зала, рядом с рельефной картой основных месторождений полезных ископаемых Казахстана, каждое из которых обозначено миниатюрной лампочкой, на высоком постаменте установлен бюст К. И. Сатпаева – основателя Казахстанской геологической школы, создателя и первого президента Академии наук Казахстана.  
В следующем, Большом зале, расположены основные экспонаты Музея. В витринах минеральной коллекции выставлены эффектные образцы минералов и руд, которые дают достаточно полное представление о богатстве недр Казахстана, о геологическом разнообразии планеты Земля и просто о красоте «камня». В конце витрин минеральной коллекции, находится уникальная коллекция казахстанских агатов. На подиумах и тумбах по всей площади зала расположены крупногабаритные образцы руд и минералов с различных месторождений. В этом же зале располагаются кинозал, компьютеры с образовательными геологическими программами, макеты, плакаты, карты, фотографии, которые наглядно разъясняют многие геологические процессы. В расширяющейся части зала расположена 15-ти метровая, красочно расписанная панорама «История развития жизни на Земле». 